# Harry Paton
Harrison Theodore Paton, detto Harry (Kitchener, 23 maggio 1998), è un calciatore canadese, centrocampista del Motherwell e della nazionale canadese.

## Carriera

### Club
Il 1º luglio 2018 viene acquistato a titolo definitivo dalla squadra scozzese del Ross County.

### Nazionale
È stato convocato dal Canada per la CONCACAF Gold Cup 2021, nella quale non è però mai sceso in campo.
Fa il suo esordio con la nazionale canadese il 13 ottobre 2023 nell'amichevole persa 4-1 contro il Giappone.

## Statistiche

### Presenze e reti nei club
Statistiche aggiornate al 14 maggio 2025.
| Stagione            | Squadra            | Campionato         | Campionato | Campionato | Coppe nazionali | Coppe nazionali | Coppe nazionali | Coppe continentali | Coppe continentali | Coppe continentali | Altre coppe | Altre coppe | Altre coppe | Totale | Totale |
| Stagione            | Squadra            | Comp               | Pres       | Reti       | Comp            | Pres            | Reti            | Comp               | Pres               | Reti               | Comp        | Pres        | Reti        | Pres   | Reti   |
| ------------------- | ------------------ | ------------------ | ---------- | ---------- | --------------- | --------------- | --------------- | ------------------ | ------------------ | ------------------ | ----------- | ----------- | ----------- | ------ | ------ |
| 2017-2018           | Stenhousemuir      | SL2                | 15+4       | 5+0        | CS+CdL          | 1+2             | 0               |                    | -                  | -                  |             | -           | -           | 22     | 5      |
| ago.-set. 2018      | Ross County        | SC                 | 0          | 0          |                 | -               | -               |                    | -                  | -                  |             | -           | -           | 0      | 0      |
| set. 2018-gen. 2019 | Stenhousemuir      | SL1                | 13         | 1          | CS              | 1               | 0               |                    | -                  | -                  |             | -           | -           | 14     | 1      |
| gen.-mag. 2019      | Ross County        | SC                 | 4          | 0          | CdL             | 1               | 1               |                    | -                  | -                  |             | -           | -           | 5      | 1      |
| 2019-2020           | Ross County        | SP                 | 19         | 0          | CS+CdL          | 1+3             | 0+1             |                    | -                  | -                  |             | -           | -           | 23     | 1      |
| 2020-2021           | Ross County        | SP                 | 35         | 1          | CS+CdL          | 0+5             | 0+1             |                    | -                  | -                  |             | -           | -           | 40     | 2      |
| 2021-2022           | Ross County        | SP                 | 31         | 0          | CS+CdL          | 1+0             | 0               |                    | -                  | -                  |             | -           | -           | 32     | 0      |
| Totale Ross County  | Totale Ross County | Totale Ross County | 89         | 1          |                 | 11              | 3               |                    | -                  | -                  |             | -           | -           | 100    | 4      |
| apr.-giu. 2023      | Motherwell         | SP                 | 7          | 0          |                 | -               | -               |                    | -                  | -                  |             | -           | -           | 7      | 0      |
| 2023-2024           | Motherwell         | SP                 | 26         | 2          | CS+CdL          | 2+4             | 0               |                    | -                  | -                  |             | -           | -           | 32     | 2      |
| 2024-2025           | Motherwell         | SP                 | 21         | 0          | CS+CdL          | 0+3             | 0               |                    | -                  | -                  |             | -           | -           | 24     | 0      |
| Totale Motherwell   | Totale Motherwell  | Totale Motherwell  | 54         | 2          |                 | 9               | 0               |                    | -                  | -                  |             | -           | -           | 63     | 2      |
| Totale carriera     | Totale carriera    | Totale carriera    | 175        | 9          |                 | 24              | 3               |                    | -                  | -                  |             | -           | -           | 199    | 12     |

### Cronologia presenze e reti in nazionale
| Cronologia completa delle presenze e delle reti in nazionale ― Canada | Cronologia completa delle presenze e delle reti in nazionale ― Canada | Cronologia completa delle presenze e delle reti in nazionale ― Canada | Cronologia completa delle presenze e delle reti in nazionale ― Canada | Cronologia completa delle presenze e delle reti in nazionale ― Canada | Cronologia completa delle presenze e delle reti in nazionale ― Canada | Cronologia completa delle presenze e delle reti in nazionale ― Canada | Cronologia completa delle presenze e delle reti in nazionale ― Canada |
| Data                                                                  | Città                                                                 | In casa                                                               | Risultato                                                             | Ospiti                                                                | Competizione                                                          | Reti                                                                  | Note                                                                  |
| --------------------------------------------------------------------- | --------------------------------------------------------------------- | --------------------------------------------------------------------- | --------------------------------------------------------------------- | --------------------------------------------------------------------- | --------------------------------------------------------------------- | --------------------------------------------------------------------- | --------------------------------------------------------------------- |
| 13-10-2023                                                            | Niigata                                                               | Giappone                                                              | 4 – 1                                                                 | Canada                                                                | Amichevole                                                            | -                                                                     | 62’                                                                   |
| Totale                                                                |                                                                       | Presenze                                                              | 1                                                                     |                                                                       | Reti                                                                  | 0                                                                     |                                                                       |

## Palmarès

### Club

#### Competizioni nazionali
- Scottish Challenge Cup: 1

Ross County: 2018-2019
- Scottish Championship: 1

Ross County: 2018-2019